# Pellaea nitidula
Pellaea nitidula là một loài thực vật có mạch trong họ Adiantaceae. Loài này được (Hook.) Baker miêu tả khoa học đầu tiên năm 1867.